# Primăria veche din Călărași
Primăria veche din Călărași (1886-1887) este un monument istoric aflat pe teritoriul municipiului Călărași.